# Florstadt
Florstadt este un oraș în districtul Wetteraukreis, landul Hessa, Germania. Pe suprafața orașului curg râul Nidda și pârâul Horloff.

## Geografie

### Comune vecinate
Florstadt este delimitat în nord de orașul Reichelsheim, în nord-est de comuna Ranstadt, în est de comuna Glauburg, în sud de comuna Altenstadt și de orașul Niddatal și în vest de orașul Friedberg (toți se află la fel ca Florstadt în districtul Wetteraukreis).

### Subdiviziune
Orașul Florstadt este subîmpărțit în șase sate: Leidhecken, Nieder-Florstadt, Nieder-Mockstadt, Ober-Florstadt, Staden și Stammheim. Orașul s-a fondat în 1972 prin o reformă rurală în landul Hessa.

## Istorie
- în anul 90 d.Hr. împăratul roman Domițian înălțea un castel pe poziția actuală a satului Ober-Florstadt.
- Existența satului Nieder-Mockstadt a fost documentat pentru prima oară în anul 930 d. Hr. Satele Staden și Stammheim au fost documentate pentru prima oară în anii 1156, respectiv 1244. Satul Leidhecken a fost documentat în secolul XII pentru prima oară.[2]
- Comuna "Florstadt" s-a format în 1972 prin o reformă rurală în landul Hessa.
- Nieder-Florstadt obținea privilegiurile de oraș pentru prima oară de către Carol al IV-lea, Împărat al Sfântului Imperiu Roman, în anul 1365.
- Florstadt deține privilegiurile de oraș din nou din 27. martie 2007.

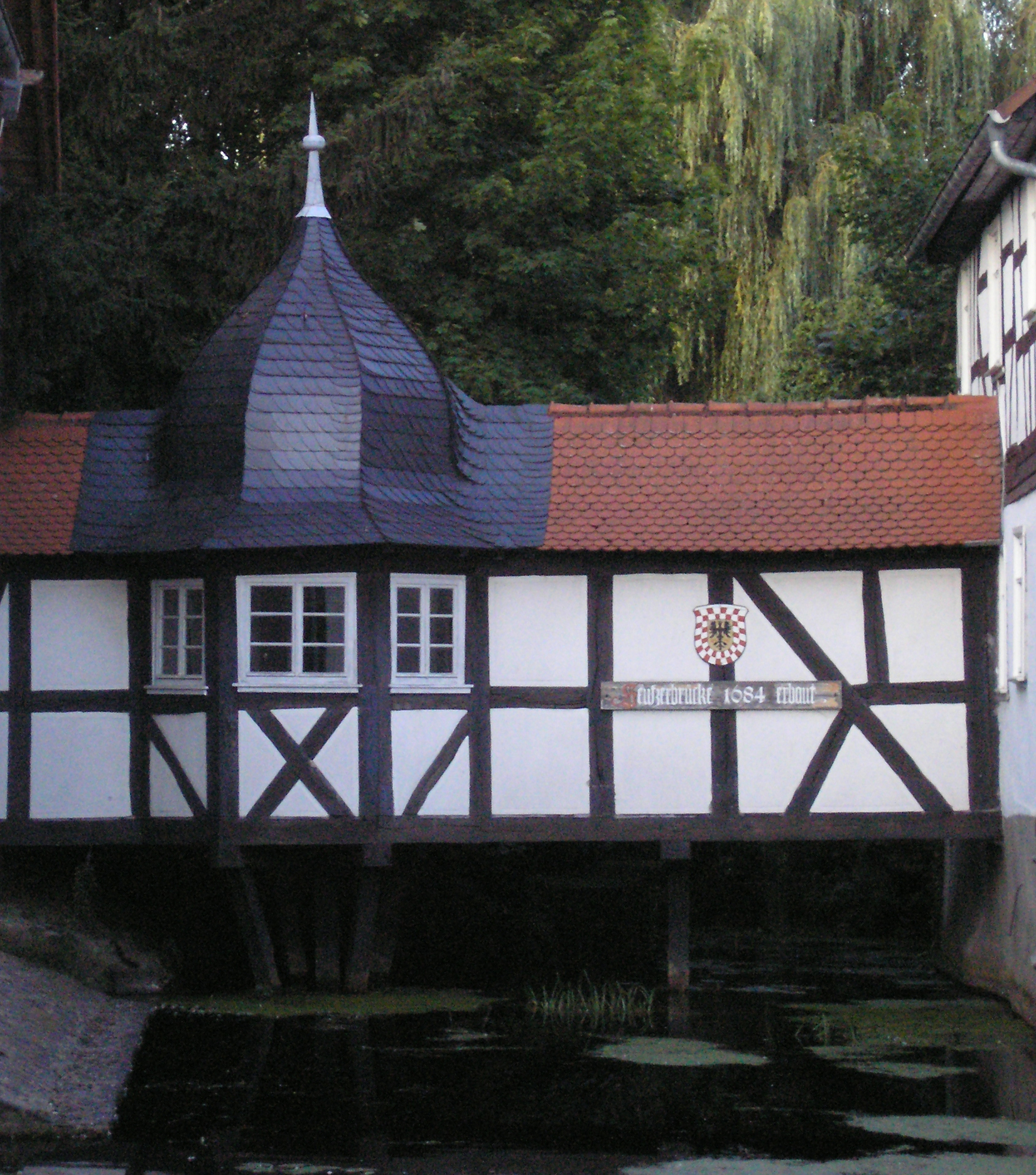
Podul "Seufzerbrücke"

## Politică

### Alegeri comunale
Rezultatul alegerilor comunale pe 27. martie 2011:, 
| Partid                      | Partid                                      | % 2011 | Consilieri 2011 | % 2006 | Consilieri 2006 | % 2001 | Consilieri 2001 |
| SPD                         | Sozialdemokratische Partei Deutschlands     | 59,3   | 18              | 67,7   | 21              | 60,7   | 19              |
| CDU                         | Christlich Demokratische Union Deutschlands | 25,4   | 8               | 21,2   | 7               | 28,2   | 9               |
| GRÜNE                       | Bündnis 90/Die Grünen                       | 15,3   | 5               | 7,3    | 2               | 8,9    | 3               |
| FDP                         | Freie Demokratische Partei                  | —      | —               | 3,9    | 1               | 2,2    | 0               |
| Total                       | Total                                       | 100,0  | 31              | 100,0  | 31              | 100,0  | 31              |
| Participare la alegeri în % | Participare la alegeri în %                 | 51,2   | 51,2            | 54,4   | 54,4            | 58,8   | 58,8            |

### Primar
Rezultatul alegerilor de primar în Florstadt:
| An                          | Candidat                    | Partid | Rezultat în % |
| 2006                        | Herbert Unger               | SPD    | 90,8          |
| Participare la alegeri în % | Participare la alegeri în % | 54,4   | 54,4          |
| 2000                        | Herbert Unger               | SPD    | 62,4          |
| 2000                        | Susanne Hofmeister          | CDU    | 37,6          |
| Participare la alegeri în % | Participare la alegeri în % | 67,0   | 67,0          |
| 1994                        | Heinrich Trupp              | SPD    | 71,2          |
| 1994                        | Wolfgang Schulz             | CDU    | 16,2          |
| 1994                        | Klaus Seipel                | GRÜNE  | 12,6          |
| Participare la alegeri în % | Participare la alegeri în % | 70,5   | 70,5          |

### Localități înfrățite
Orașul Florstadt este înfrățit cu:
- Izbicko
- Pléneuf-Val-André
- Staden

## Obiective turistice
- Castelul Stammheim
- Pe suprafața comunei a trecut Limesul german raetic cu castrul roman Ober-Florstadt
- Resturile de cetatea Staden
- Podul "Seufzerbrücke" în Staden

## Infrastructură
Prin Florstadt trec drumul național B 275 (Lauterbach - Bad Schwalbach), drumurile landului L 3187, L3188, L3189 și L3190 și autostrada A 45 (Gießen - Hanau) cu ieșirea Florstadt între Nieder-Mockstadt și Staden.